# Schloss Jegenstorf

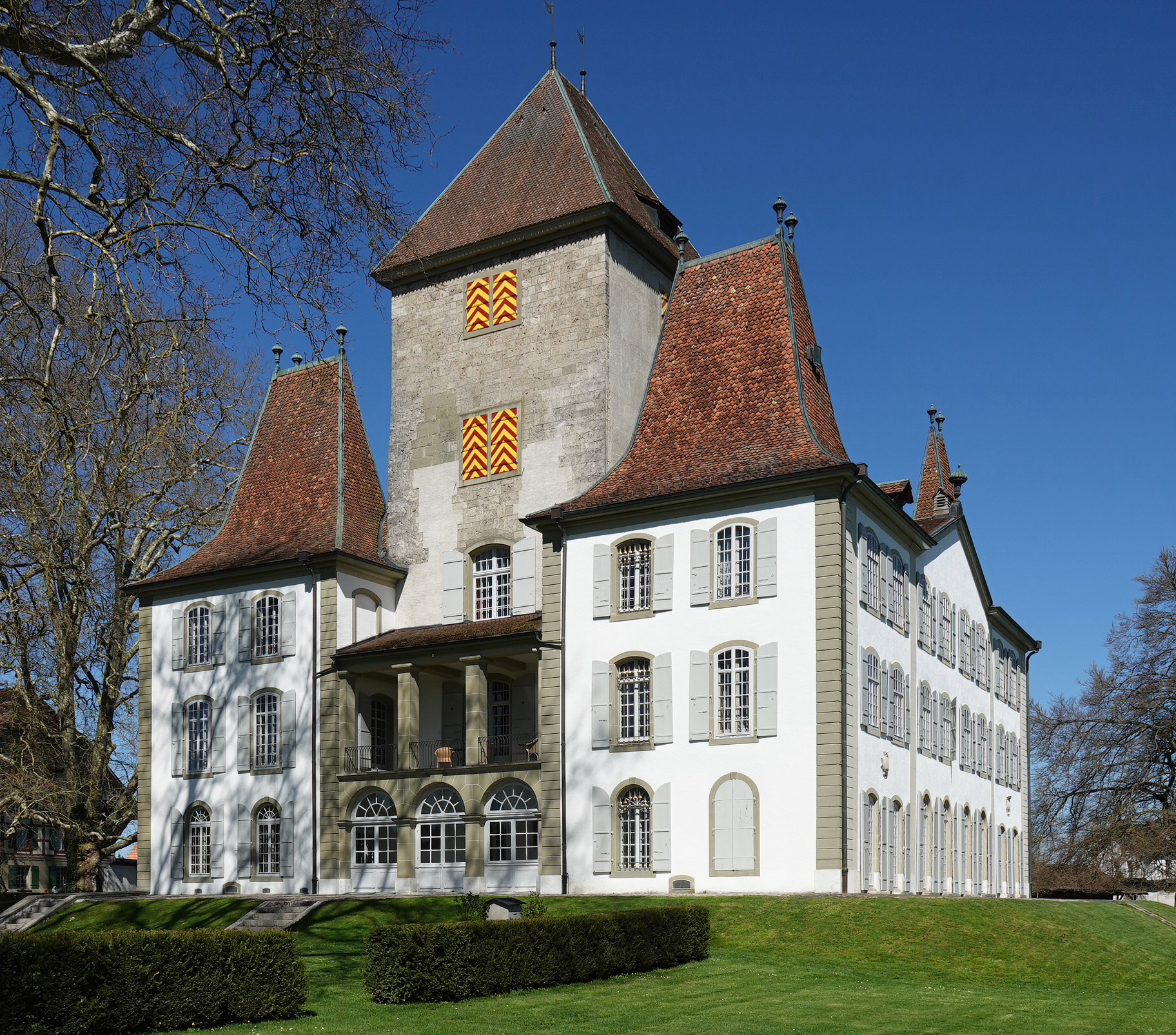
Schloss Jegenstorf von Südosten (2025)

Das Schloss Jegenstorf ist ein Schloss in der Gemeinde Jegenstorf im Kanton Bern in der Schweiz. Der im Kern auf die Zeit um 1200 zurückgehende Bau erfuhr im Mittelalter und in der frühen Neuzeit verschiedene Erweiterungen. Um 1600 dürfte der Bau des östlichen Eckturms erfolgt sein. Gegen Ende des 17. Jahrhunderts wurde der Burggraben aufgefüllt und Gartenparterres angelegt. 1720 erfolgte der Umbau auf nahezu symmetrischem Grundriss, der dem Haus das Gepräge des heute vorzufindenden barocken Landsitzes gab. Bis 1934 in Privatbesitz, wurde Schloss Jegenstorf 1942 als Museum für bernische Wohnkultur eröffnet, seit 1955 im Besitz der Stiftung Schloss Jegenstorf.

## Geschichte

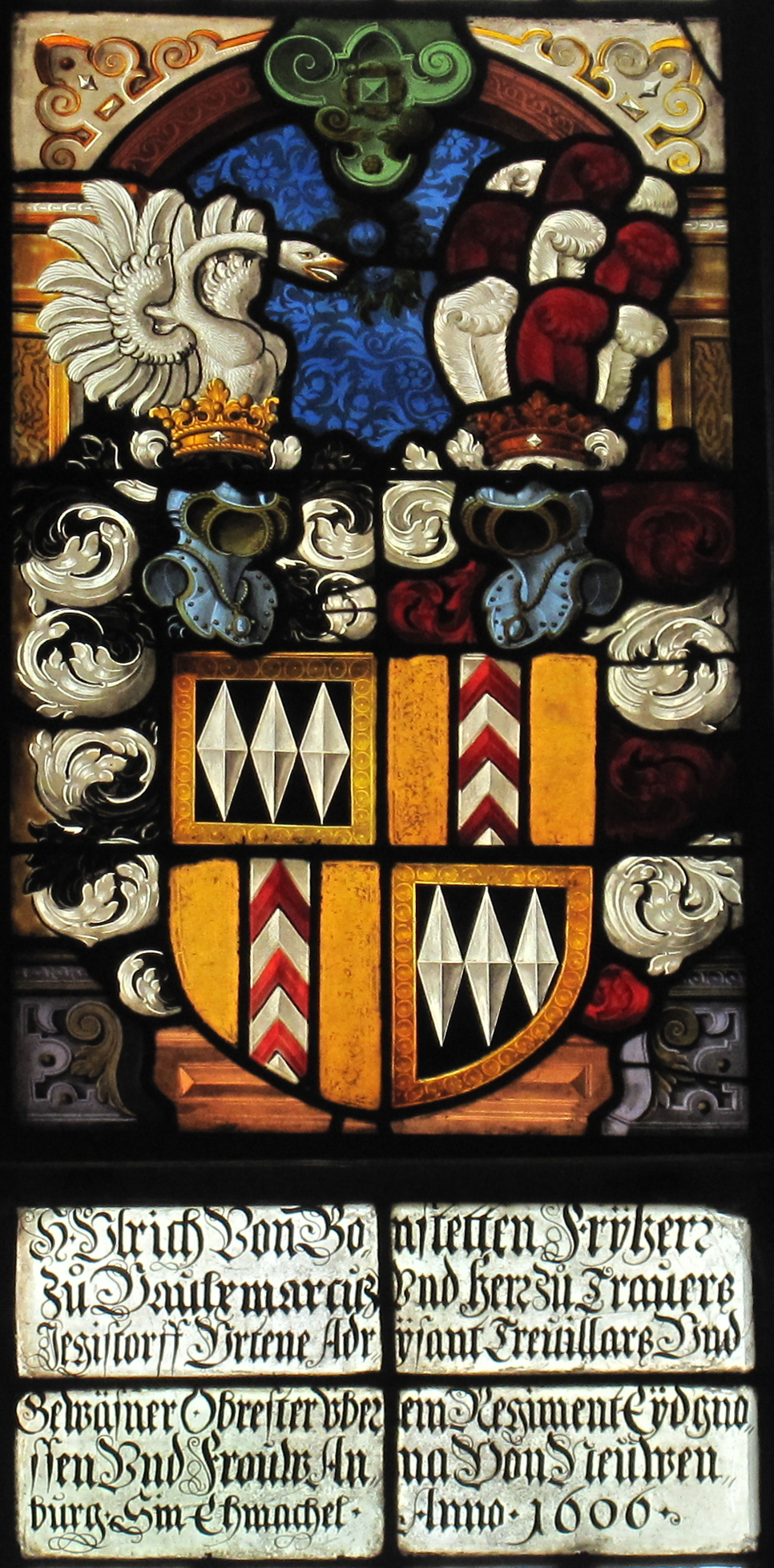
Wappenallianz Ulrich von Bonstetten und Anna von Neuenburg (1606), in der Kirche Jegenstorf

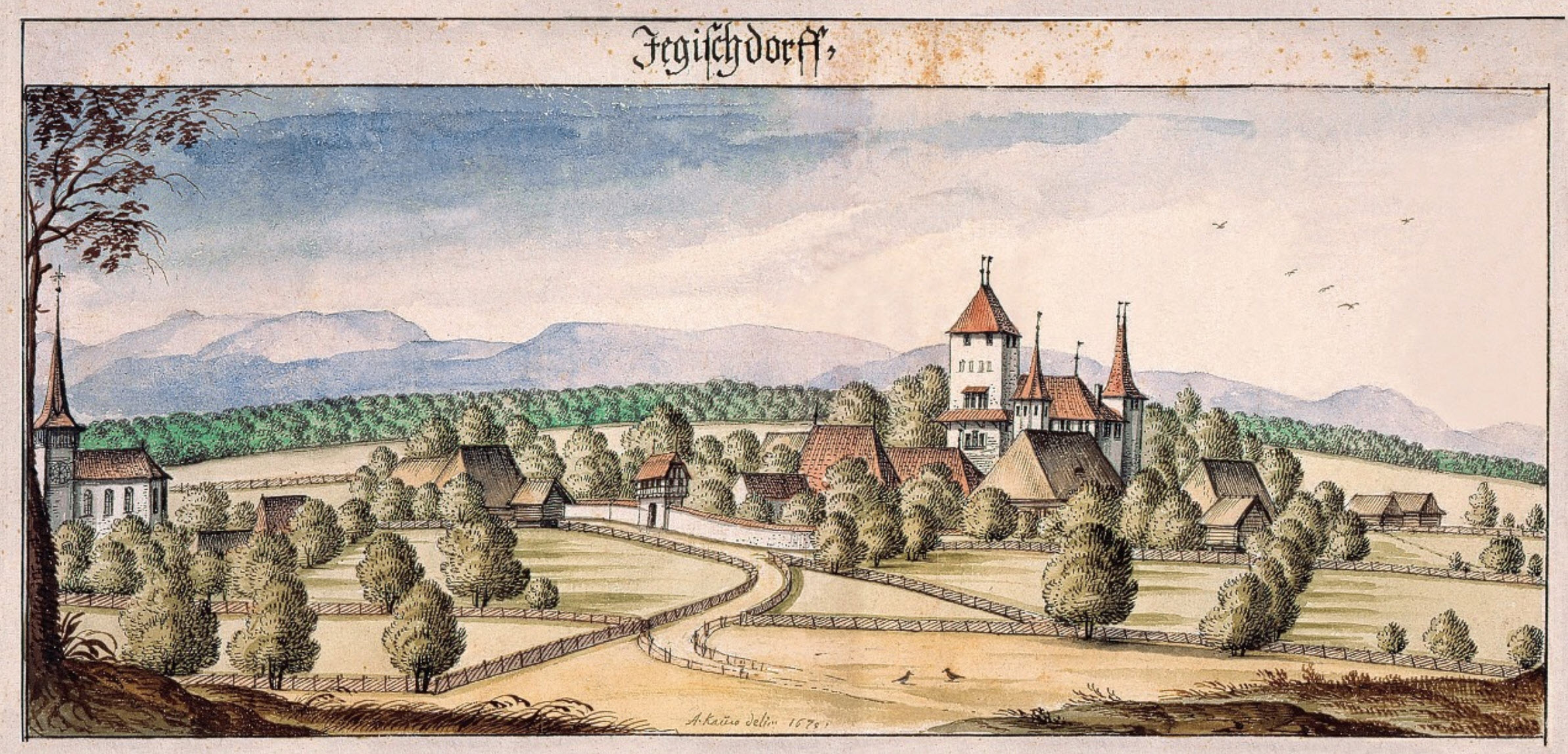
Älteste Darstellung des Schlosses von Albrecht Kauw (1670)

### Ursprünge, Mittelalter und frühe Neuzeit

Schloss Jegenstorf (1719), Ausschnitt aus dem Herrschaftsplan von Johann Adam Riediger (1680–1756) (Staatsarchiv Bern)

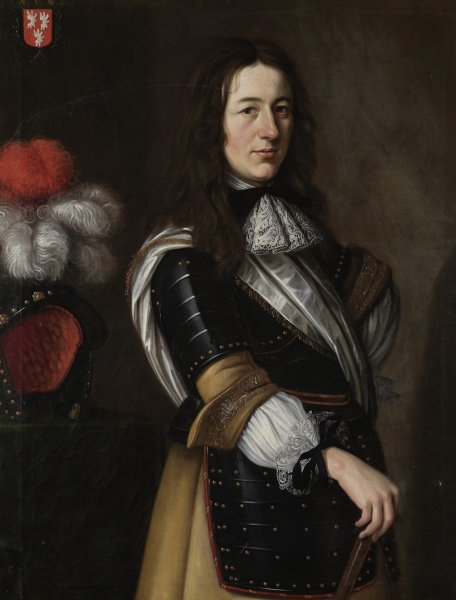
Niklaus von Wattenwyl (1653–1691), Herr zu Jegenstorf und Oberdiessbach, Bildnis von Johannes Dünz (1672)

Mit der Erwähnung von Hugo von Jegistorf begegnen wir in einer Urkunde von 1175 erstmals nicht nur einem Angehörigen dieser Herrschaftsfamilie, sondern auch dem Ortsnamen selbst. Das Todesjahr Bertholds II. von Zähringen (1111) wird in Veröffentlichungen über Schloss Jegenstorf oft als legendäres, jedoch nicht nachweisbares Datum der Erbauung der ursprünglichen Wasserburg genannt. Das zähringische Allod Jegenstorf verwalteten die Herren von Jegistorf, die Gefolgsleute der Zähringer, als erbliches Lehen. Anteile an der Herrschaft, Anteile am Kirchensatz und Zinsgüter gingen später in den Besitz der Familien Buwli, von Erlach, Fries, Gloggner, von Schwanden, Spilmann, von Torberg und Zigerli über. Mitherr war ab 1316 Rudolf von Erlach († 1360), in späteren Generationen auch die bernischen Schultheissen Ulrich von Erlach († 1465) und Rudolf von Erlach (1448–1507).
Der als Niederungsburg angelegte Vorgängerbau des heutigen Schlosses Jegenstorf war mutmasslich um 1200 eine Holzburg, die mit der Bauweise der Burgen von Aarberg, Belp, Köniz und Nidau vergleichbar ist. Hölzerne Türme und Wehranlagen verschwanden im 13. und 14. Jahrhundert allmählich oder wurden in Stein neu erbaut. Eine Ausnahme bildete das «Hölzerne Schloss» in Belp, welches noch bis ins 18. Jahrhundert existierte. Zwischen 1285 und 1519 erwarben verschiedene Mitglieder der Familie von Erlach durch Heirat, Erbe und Kauf Anteile der Herrschaft Jegenstorf. Johann von Erlach wurde 1519 alleiniger Herr zu Jegenstorf und im selben Jahr auch Schultheiss von Bern. Die Vögte der beiden verwaisten Urenkel Johann von Erlachs verkauften die Herrschaft Jegenstorf 1583, noch bevor ihre Mündel Franz Ludwig und Hans Rudolf ihre Volljährigkeit erreichen konnten. Der Käufer war Ulrich von Bonstetten (1548–1607), der 1577 Anna von Neuenburg heiratete und dadurch Freiherr zu Vaumarcus, Herr zu Travers und Laviron wurde. In diese Zeit dürfte der Anbau des südöstlichen Eckturmes fallen, welcher den historisierenden Schritt zur zweitürmigen Burg vollzieht. Burganlagen mit ursprünglich zwei Türmen treten als herrschaftliche Symbole auf Siegeln von Städten und adeligen Familien im 12. und 13. Jahrhundert zahlreich auf.
Bauliche Veränderungen können aufgrund fehlender Untersuchungen und Dokumente bis Ende des 17. Jahrhunderts nur vermutet werden. Erst ab 1670 können anhand von Zeichnungen und Plänen Umbauten an der Burg Jegenstorf ausgemacht werden. Durch die Vermählung von Anna von Bonstetten (1626–1660) mit Niklaus von Wattenwyl (1624–1679) gelangte die Herrschaft Jegenstorf im Jahr 1675 in dessen Besitz. Er vermachte diesen 1679 an seinen Sohn Niklaus (1653–1691), auch rycher Wattenweiler genannt. Möglicherweise liess der neue Besitzer den Burggraben auffüllen, Alleen und ein Gartenparterre anlegen. Die Wandlung der Burg Jegenstorf in ein Schloss wurde in einem ersten Schritt vollzogen, indem das Hauptgebäude (Palas) und der südöstliche Turm bis ins Parterre mit Fenstern und einer Gartentüre ausgestattet wurden. Der Bergfried erhielt auf vier Etagen gleich gestaltete Doppelfenster. Bereits 1715 verkaufte Niklaus von Wattenwyls Sohn gleichen Namens Schloss Jegenstorf an seinen Schwager und Cousin dritten Grades Samuel von Wattenwyl (1662–1739).

### Barocker Landsitz

Dorf, Kirche und Schloss Jegenstorf, Radierung von Johann Ludwig Nöthiger (1743)

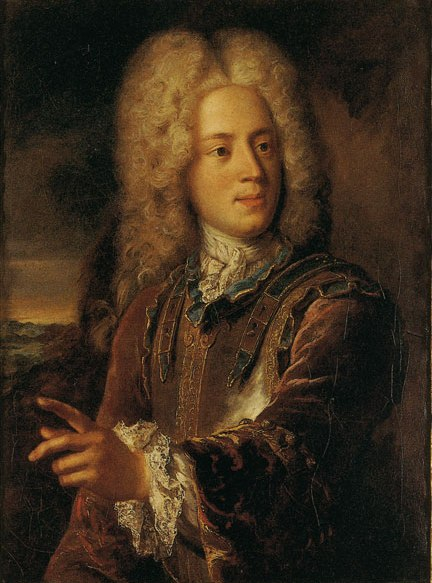
Albrecht Friedrich von Erlach, Herr zu Jegenstorf, Bildnis von Robert Gardelle (1723)

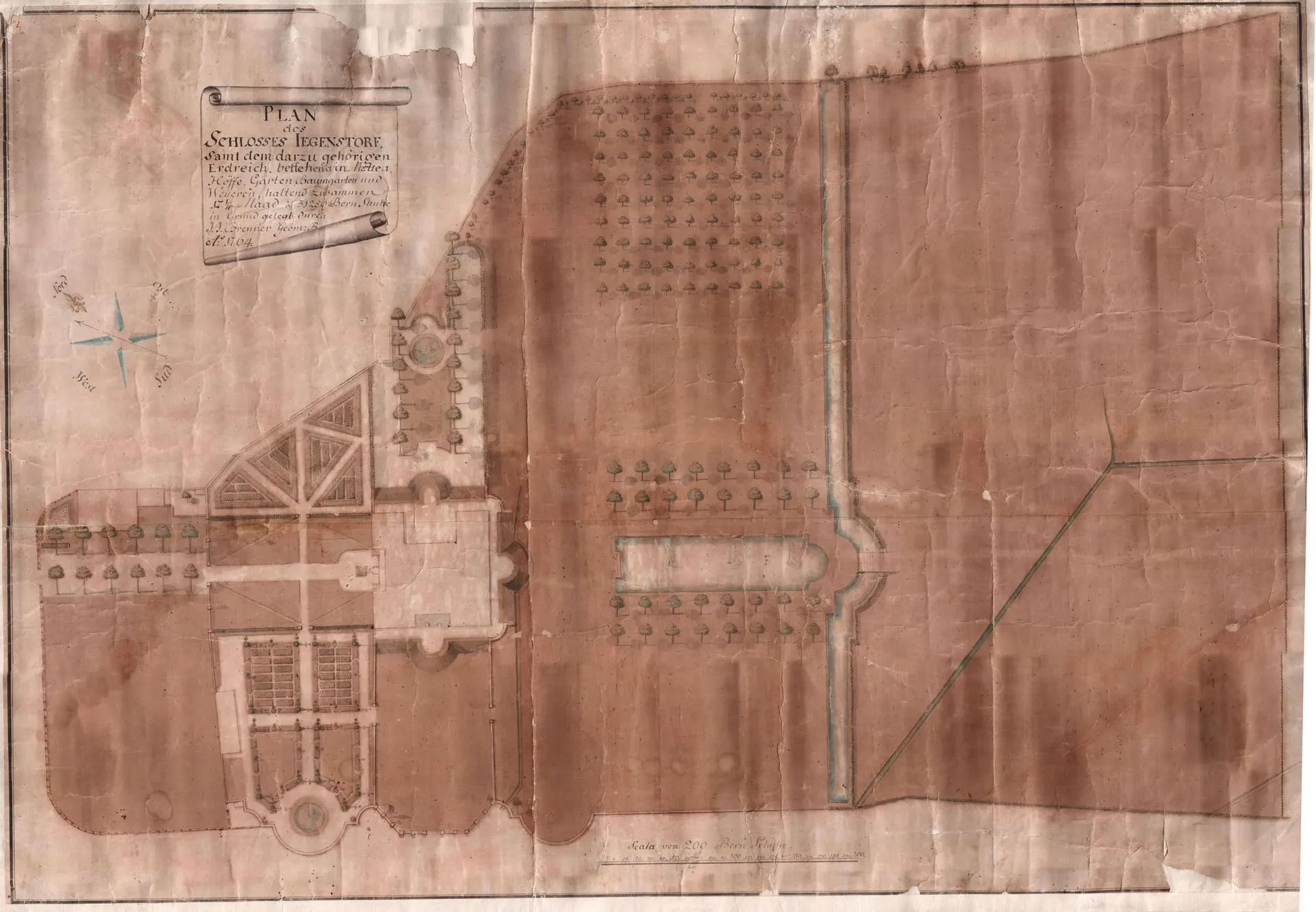
Aufnahmeplan von Johann Jakob Brenner (1764)

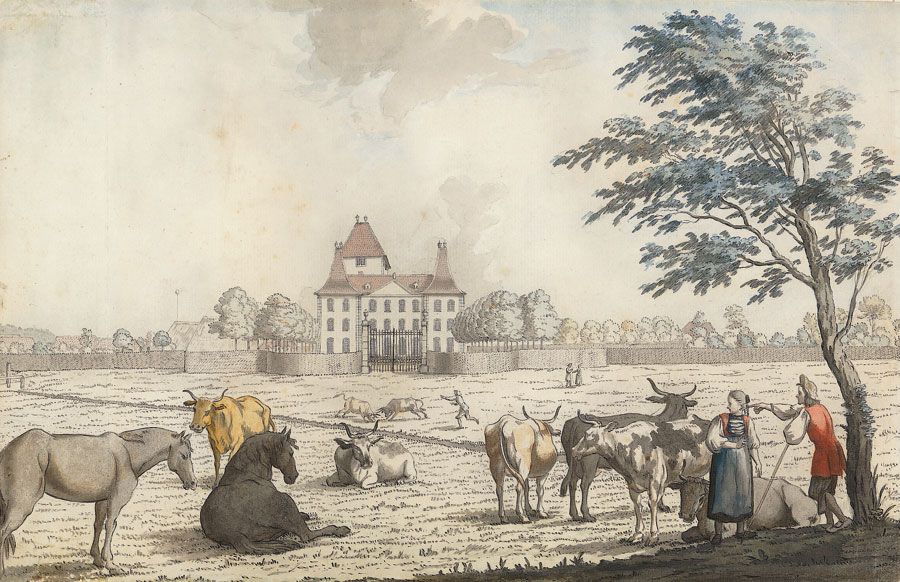
Schloss Jegenstorf von Süden, Gouache von Samuel Hieronymus Grimm (1764)

Albrecht Friedrich von Erlach bereiste in den Jahren 1715 bis 1720 deutsche Fürstenhöfe, Frankreich, England und Holland. Er erwarb 1720 die Herrschaft Jegenstorf zusammen mit dem Rebgut Villars–Dessus in Bougy von Samuel von Wattenwyl um 100’000 Pfund. Auf seinen ausgedehnten Reisen hat Albrecht Friedrich mehrere Schlossanlagen besucht und seine Eindrücke mit nach Hause gebracht. Vielleicht entwarf er den Umbau selbst und übergab die Bauleitung einem Werkmeister. Für das Jahr 1725 sind Arbeiten des Eisenstadter Werkmeisters Johann Paulus Nader († 1771) belegt. Es handelt sich um Steinmetzen- und Maurerarbeiten im Schlosshof. Die durch Albrecht Friedrich von Erlach ausgeführte Gartenanlage hat sich in den Grundzügen bis heute erhalten. Das nach barockem Vorbild auf Allansichtigkeit ausgerichtete Schloss hatte nun vier Türme, einen nördlichen Zwischentrakt und neu einen nördlichen und westlichen Zugang.
Albrecht Friedrich von Erlach verkaufte Herrschaft und Schloss Jegenstorf 1748 an seinen Sohn Karl Ludwig, nachdem er von seinem Vater Hindelbank übernommen hatte. Karl Ludwig von Erlach tauschte Schloss Jegenstorf, nun ohne Herrschaftsrechte, 1758 gegen eine Bodengülte und Nachgeld mit Anton Ludwig Stürler. Aus Stürlers Zeit haben sich zwei Gouachen des Schlosses Jegenstorf von Samuel Hieronymus Grimm erhalten. Bereits 1765 verkaufte Anton Ludwig Stürler das Haus an seinen Bruder Johann Rudolf Stürler (1722–1784), genannt Mylord, der Gerichtschreiber und später Landvogt zu Köniz war. Seine Witwe Elisabeth Stürler–Mutach (1736–1818) war von 1784 bis 1789 alleinige Eigentümerin des Schlosses Jegenstorf. Ab 1789 war ihr Sohn Johann Rudolf von Stürler (1771–1861) Schlossbesitzer. Er erlebte die Märztage von 1798 im Schloss und berichtete später, dass sein reich gefüllter Weinkeller das Schloss vor weiterer Plünderung und Verwüstung durch die Franzosen verhindern konnte. Nach eigenen Angaben verkaufte er das Schloss 1812 aus finanziellen Gründen an seinen entfernten Cousin Rudolf Gabriel von Stürler.

### Englischer Landschaftsgarten
Rudolf Gabriel von Stürler (1767–1832) verfügte durch das Vermögen seiner Mutter Katharina Salome von Wurstemberger (1731–1803) über die nötigen Mittel, den Schlosspark in einen englischen Landschaftsgarten umzugestalten, die barocken Gartenparterres wurden teilweise aufgelöst. Er liess die heute mächtigen Platanen pflanzen, wie eine Vedute aus dem Jahr 1819 veranschaulicht. Der kinderlose Stürler hinterliess die Schlossbesitzung seinem Patenkind Eduard Rudolf von Stürler (1814–1905).

### Neobarocker Umbau

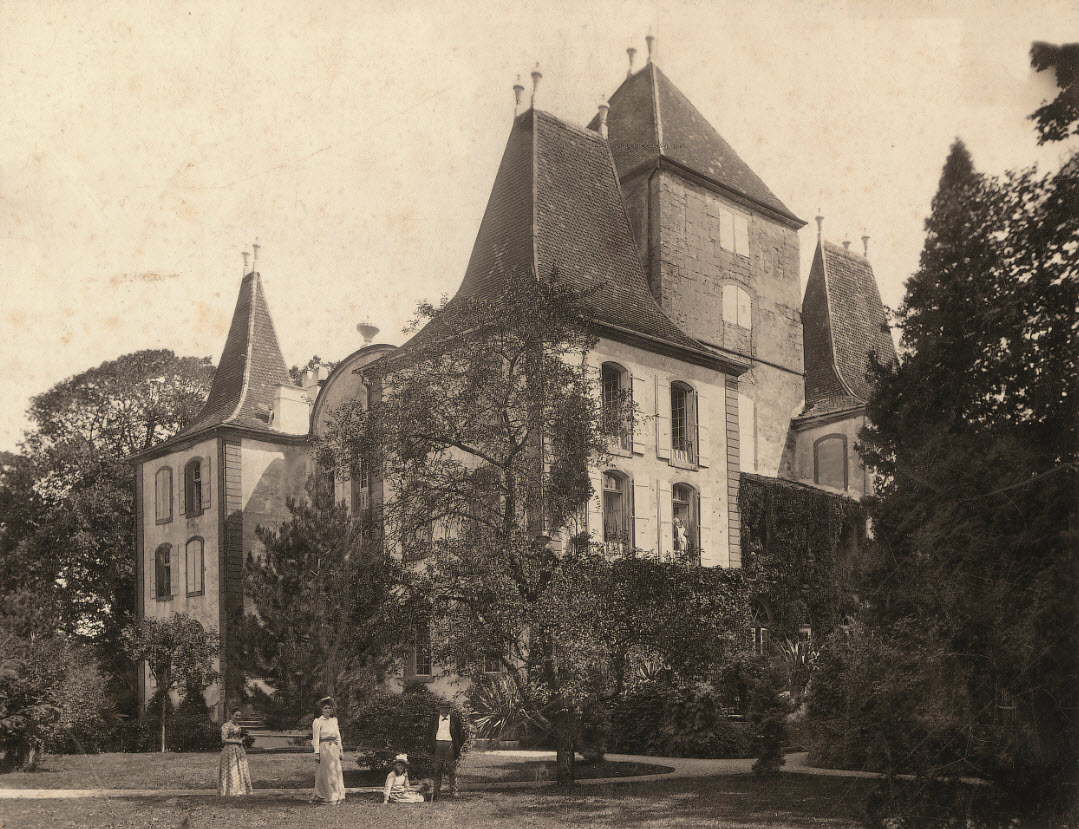
Arthur von Stürler mit seiner Familie vor dem Schloss Jegenstorf (um 1912)

Schloss Jegenstorf blieb seit der Umgestaltung in den 1720er Jahren fast unverändert und befand sich um 1900 in einem schlechten baulichen Zustand. Arthur von Stürler (1874–1934) liess den Bau in den Jahren 1913 bis 1916 durch die Architekten Willy Stettler (1877–1949) und Fritz Hunziker im Stil des Neobarock renovieren und umgestalten. Die aufwändigen Dekorationsmalereien im grossen Salon wurden durch den Dekorationsmaler Alfred de Quervain (1873–1964) ausgeführt. Betroffen von den durchgreifenden Massnahmen waren vor allem die Wände, Decken und Böden. Zudem wurde durch den Einbau einer Heizung sowie durch elektrische und sanitäre Installationen einem damals gehobenen Komfort entsprochen. Die Stabilisierung und Aufstockung des Bergfrieds und der Einzug einer Betondecke wurden durch Robert Maillart geplant und ausgeführt.

### Museum für bernische Wohnkultur

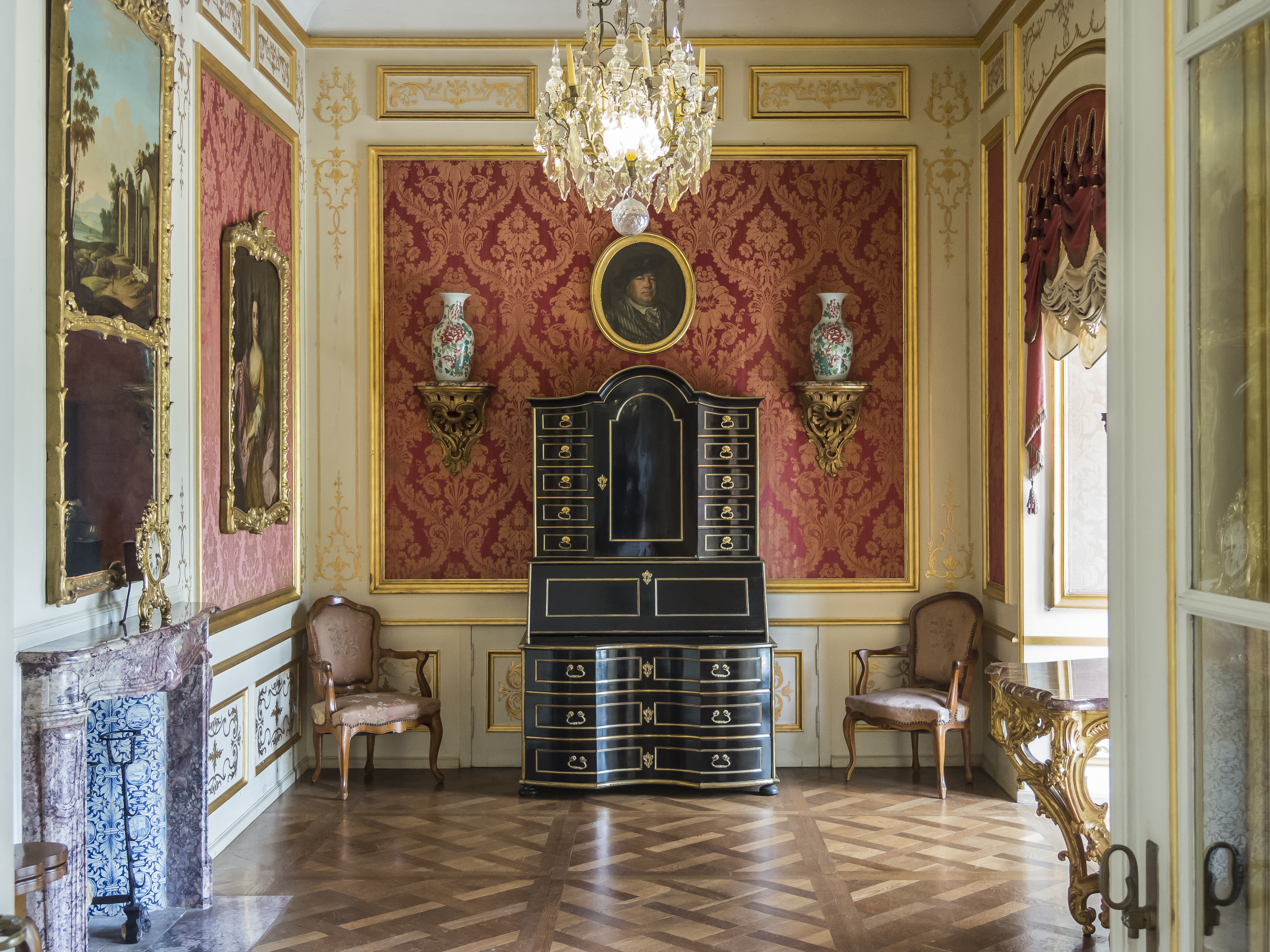
Der rote Salon im Erdgeschoss mit Werken von Mathäus Funk (2016)

Zwei Jahre nach dem Tod von Arthur von Stürler wurde die grosszügige Schlossbesitzung konkursamtlich versteigert. Im Vorfeld der Versteigerung gründete Stürlers Schwiegersohn, der Bankier Armand von Ernst unter Mithilfe des damaligen bernischen Regierungspräsidenten Walter Bösiger den «Verein zur Erhaltung des Schlosses Jegenstorf». Dieser Verein ersteigerte das Schloss aus Mitteln des kantonalen Lotteriefonds und beabsichtigte, das Haus der Öffentlichkeit zugänglich zu machen, um es als Museum für bernische Wohnkultur des 17. bis 19. Jahrhunderts zu betreiben. Mehrere Berner Familien (von Bonstetten, von Fischer, von Mülinen, von Tavel) stellten ab 1942 Bilder und Möbel als Dauerleihgaben zur Verfügung, um die leer gewordenen Räume auszustatten. 1955 gründete der Verein die Stiftung Schloss Jegenstorf, die seither Besitzerin der Domäne ist und das Museum betreibt. Von Mai bis Oktober finden in unregelmässiger Reihenfolge Sonderausstellungen statt. Der Stiftungsratspräsident Urs Gasche gab 2021 bekannt, eine professionelle Museumsleitung sei für die Stiftung nicht mehr finanzierbar und stellte in Aussicht, den Museumsbetrieb künftig auf ehrenamtlicher Basis weiterzuführen und auf Wechselausstellungen zu verzichten.
Das Schloss war vom Herbst 1944 bis zum Sommer 1945 der Sitz des Oberbefehlshabers der Schweizer Armee im Zweiten Weltkrieg, General Guisan. Im November 1954 logierte der äthiopische Kaiser Haile Selassie während seines Schweizer Staatsbesuchs im Schloss Jegenstorf.

## Sammlung

Objekte aus der Sammlung
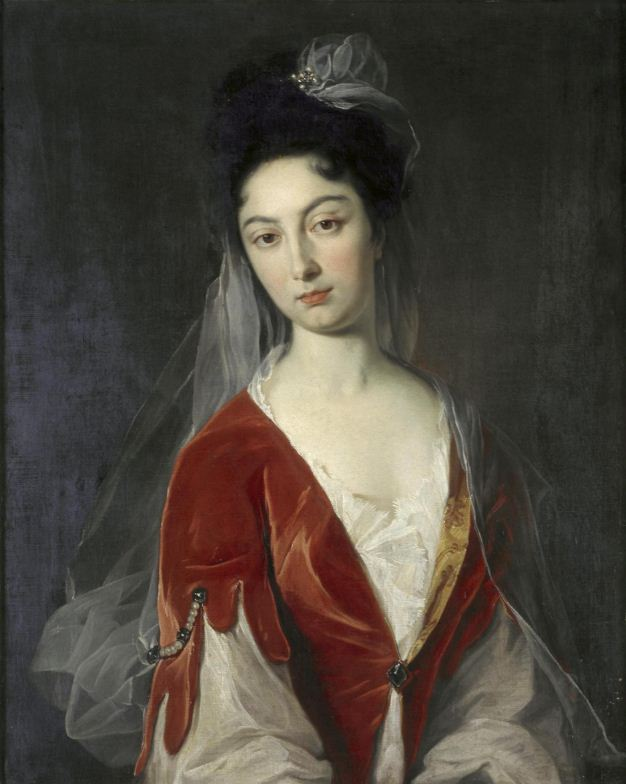
Susanna Margaretha Frisching, Johann Rudolf Huber zugeschriebenes Bildnis (1706)
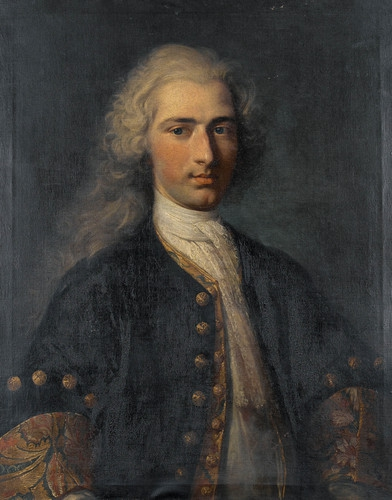
Bildnis des Niklaus Tscharner von Johann Rudolf Huber (1719)
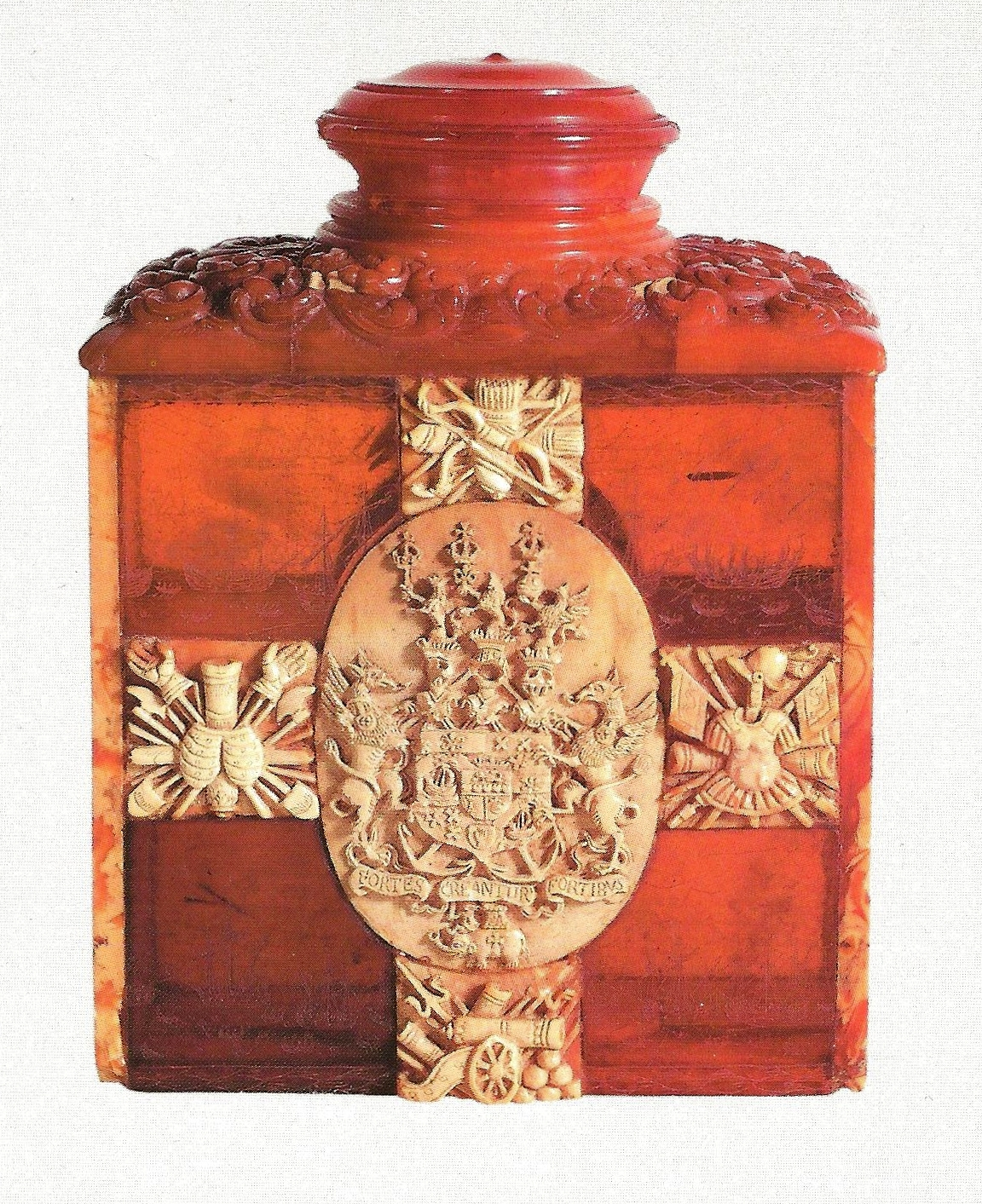
Bernstein-Teedose für Cornelis Tromp (nach 1676)
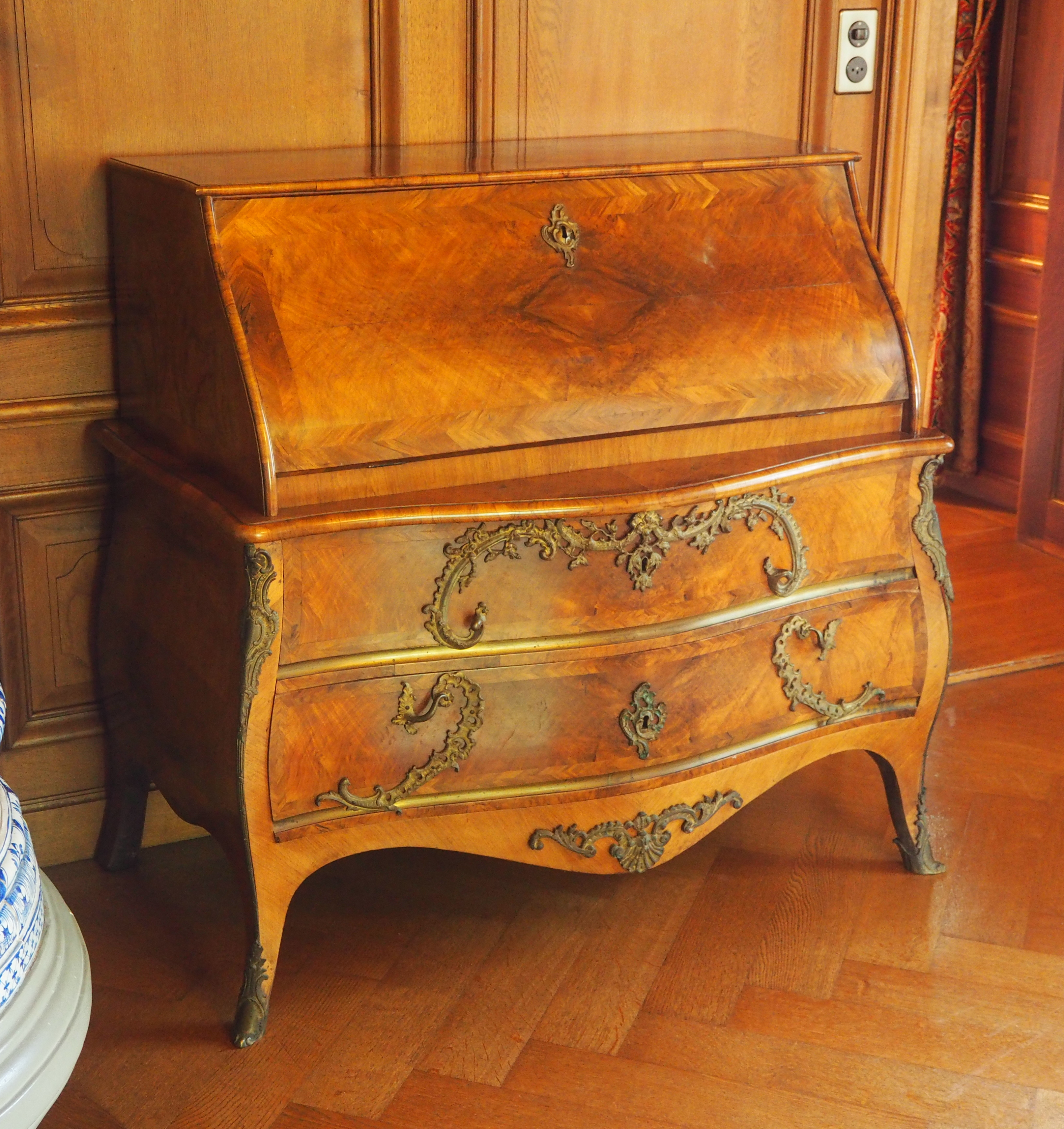
Schreibkommode Louis XV von Mathäus Funk (um 1765)
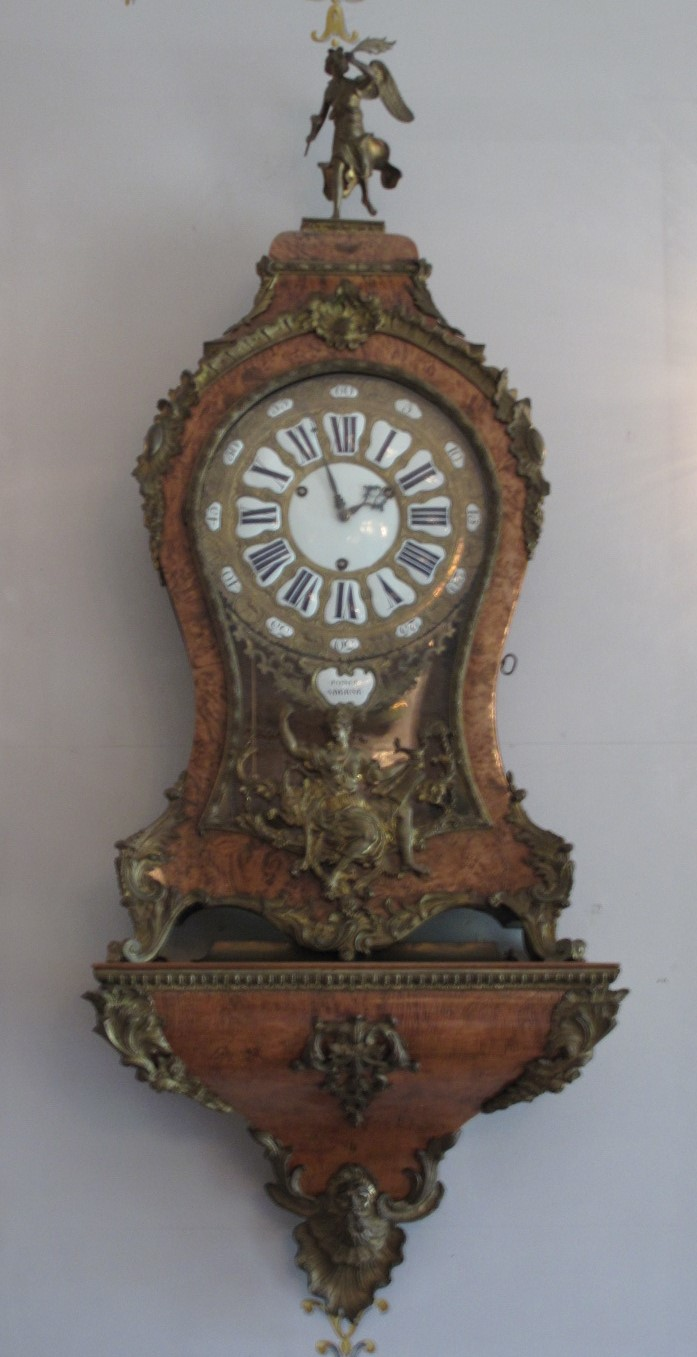
Pendule Louis XV, Mathäus Funk zugeschrieben
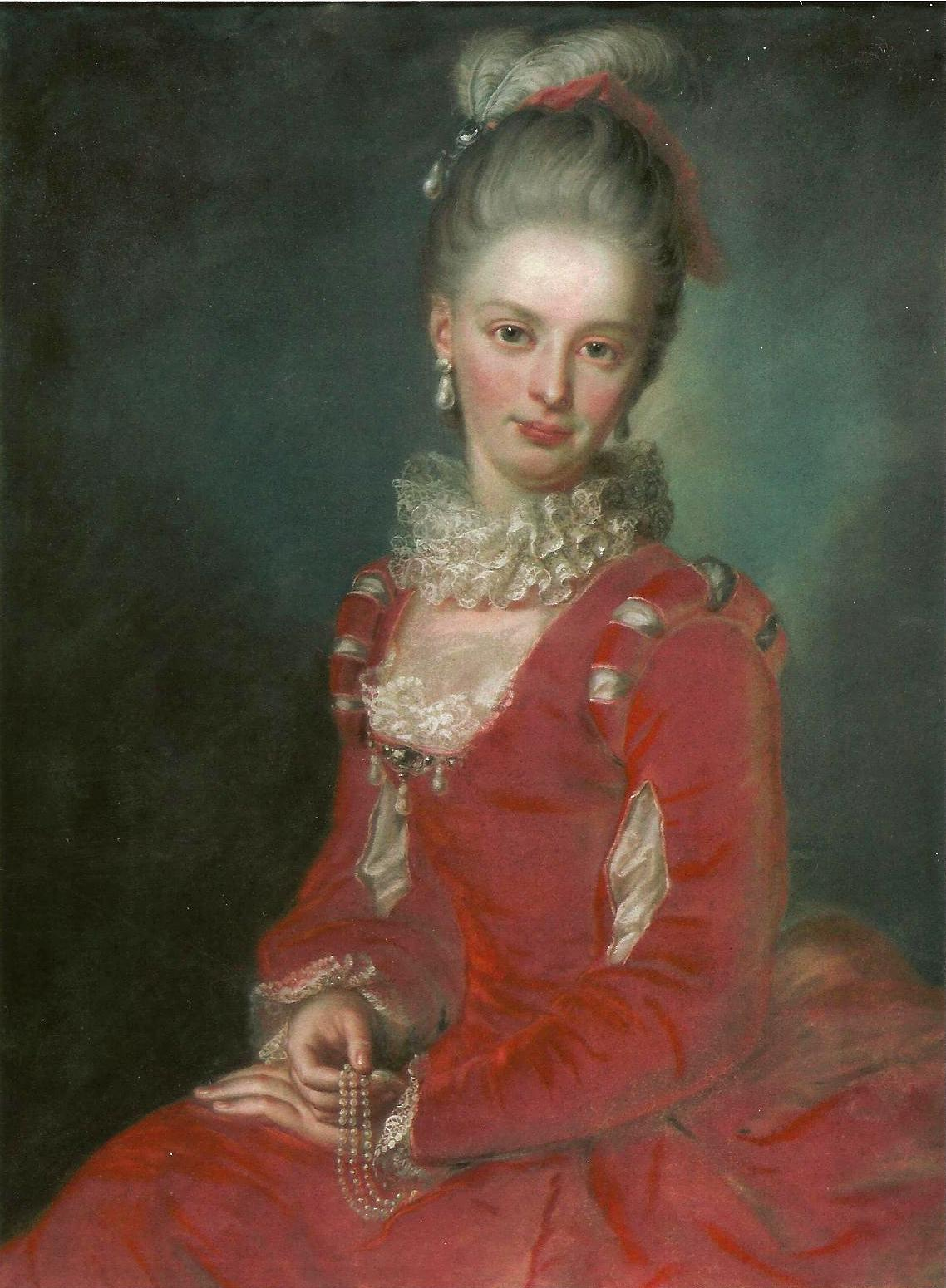
Porträt der Marianne Jenner von Jakob Emanuel Handmann (um 1770)
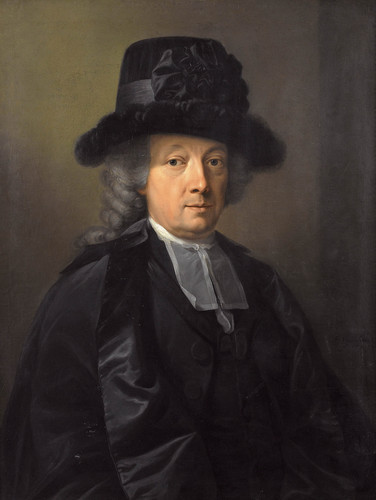
Niklaus Emanuel Tscharner, Gemälde von August Friedrich Oelenhainz (1792)
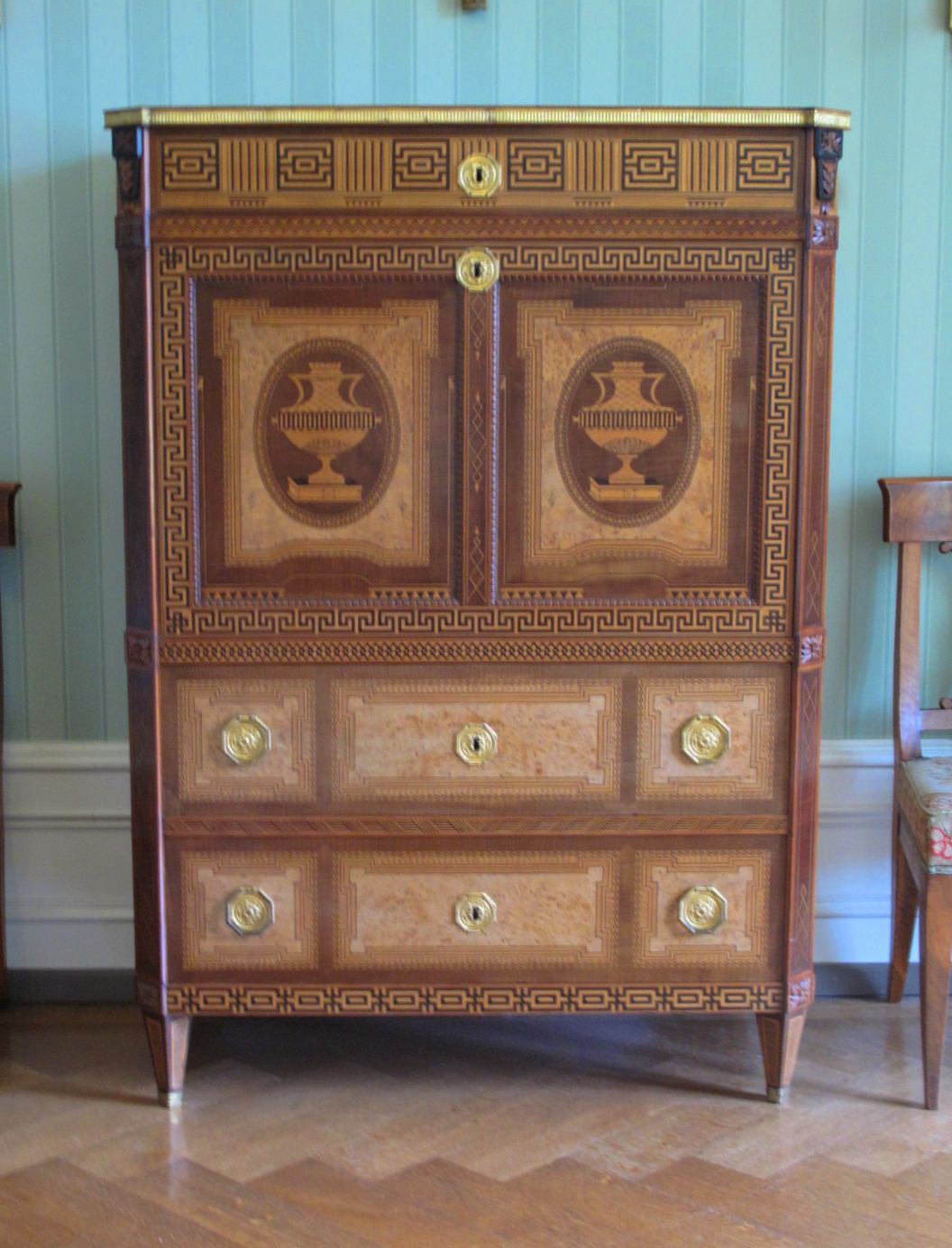
Klappsekretär Directoire von Christoph Hopfengärtner (1792)
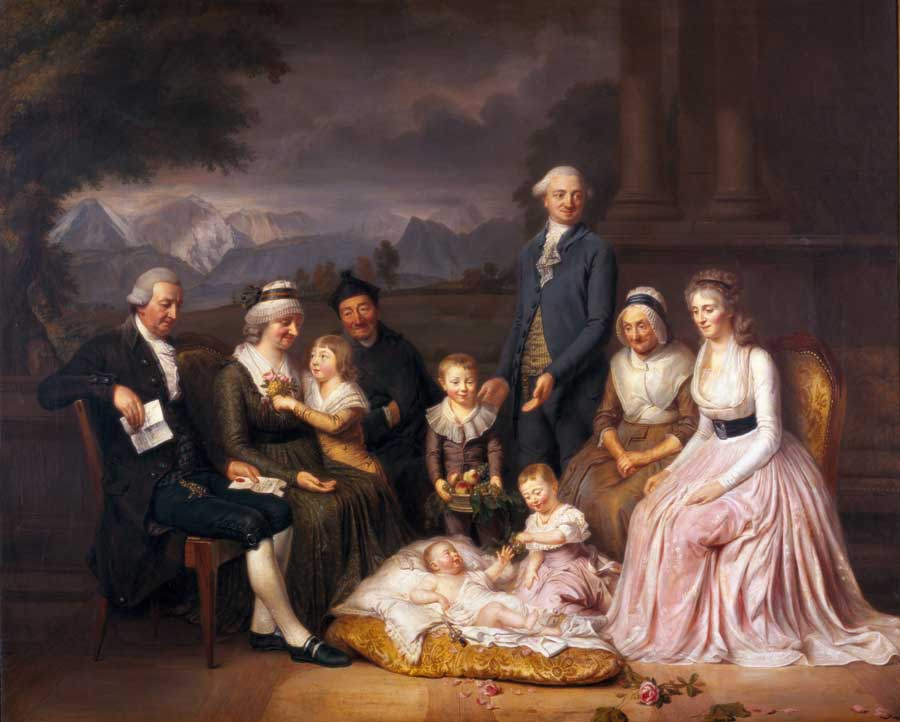
Die Familie des Tuchherrn Samuel Brunner (1796)
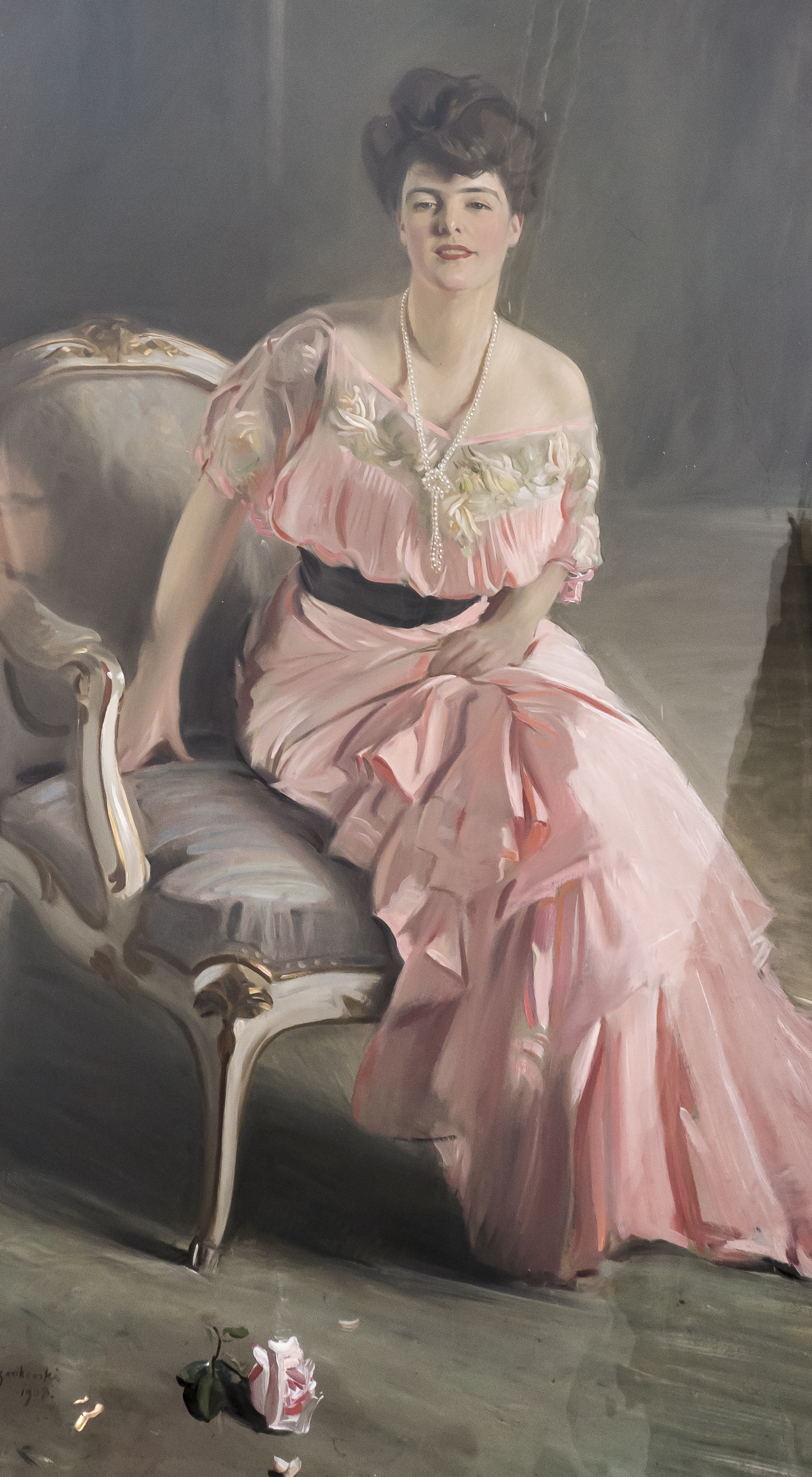
Hélène Escher-von Stürler, Bildnis von Boleslaw von Szankowski (1908)

Die umfangreichen Sammlungen umfassen Möbel Mathäus Funks, seines Bruders Johann Friedrich Funk und dessen Sohn Johann Friedrich Funk, Christoph Hopfengärtners, Johannes Äbersolds und Carl Franz Hossfelds. Die Schlossräume beherbergen die umfangreichste Ausstellung bernischer Porträts. Diese umfasst wichtige Werke der Maler Joseph Werner, Johannes Dünz, Johann Rudolf Huber, Jakob Emanuel Handmann, Johann Ludwig Aberli, Joseph Esperlin, Pierre-Nicolas Legrand und Johann Friedrich Dietler.
In den Schlossräumen befinden sich zahlreiche Berner Marmorkamine und Kachelöfen aus der ganzen Schweiz. Der letzte Schlossbesitzer Arthur von Stürler erwarb diese aus diversen Abbruch- oder Umbauobjekten. Die meisten der Kamineinfassungen (Rosenlaui-Marmor, Zwelütschinen-Marmor, Merligen-Marmor) stammen aus der Werkstatt Johann Friedrich Funks (I.).
Dauerausstellungen zum Dichter Rudolf von Tavel, dem Pädagogen und Ökonomen Philipp Emanuel von Fellenberg und der Ökonomischen Gesellschaft Berns ergänzen die Sammlungen. In der Grotte des grossen Teichs Richtung Süden befindet sich die gusseiserne Statue Die Badende, nach dem 1767 im Salon de Paris präsentierten Original des französischen Bildhauers Christophe-Gabriel Allegrain (1710–1795).

## Trivia
In der Krimiserie "Ein Fall für Zwei" von 1981 verkörperte Schloss Jegenstorf in Folge 3 mit dem Titel "Das Haus in Frankreich" eben jenes Haus das als "L'Arcadie" in der Serie für sechs Millionen Mark verkauft wurde.

## Literatur

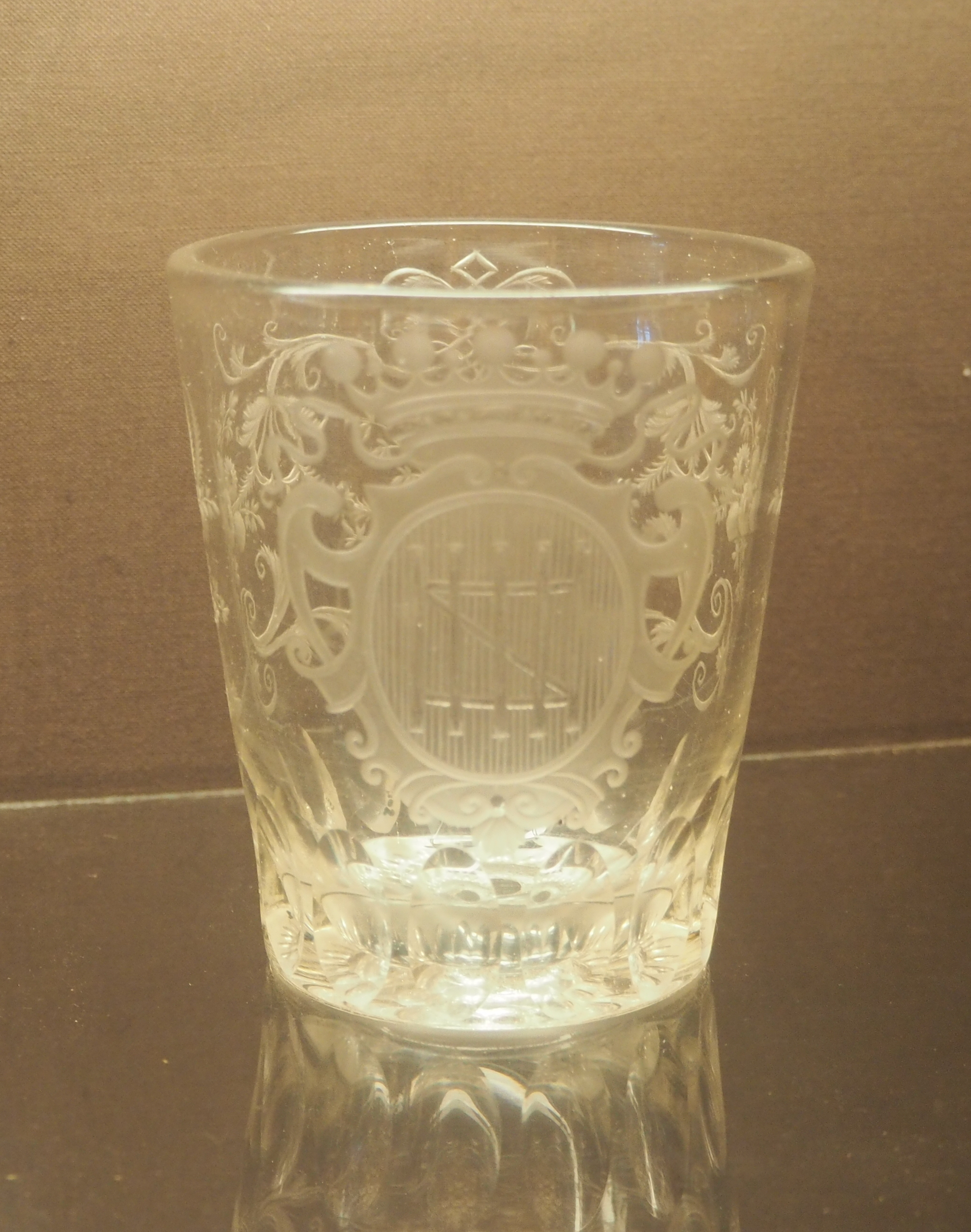
Becherglas mit Wappen Stürler (um 1730)